# 68B busz (Budapest)
A budapesti 68B jelzésű autóbusz a 68-as és a 268-as busz kiegészítő járataként, a Kőbánya-Kispest metróállomás és az Új köztemető között közlekedik, kizárólag mindenszentekkor. A viszonylatot a Budapesti Közlekedési Zrt. üzemelteti. Korábban 68A jelzéssel is közlekedett a Határ úttól.

## Története
A járat elődje 51A jelzéssel indult el 1954. október 30-án Kispest, Kossuth tér és Új köztemető, I. körönd között. A 68B jelzés először 1955. október 29-én tűnt fel, ekkor a kispesti Kossuth tér és az Új köztemető között közlekedő 68A busz mellett másik temetői járatot is indítottak Rákosszentmihály, Csömöri út és az Új köztemető között. A 68A 1957-től az első köröndig ment be a temetőbe. A 68A később a 68-as busz betétjárata lett, ezért 1962-ben a temetői járat 68B jelzéssel járt a korábbi útvonalán, valamint 68C jelzéssel sűrítő járatot indítottak a Városszéli sorompótól az első köröndig. A 68C csak három évet élt meg, utoljára 1964. november 2-án járt 1968-ban a 68B járatot meghosszabbították a sorompóig, ez a megálló később a Legényrózsa utca nevet kapta. 1977 októberében az Akadémiaújtelepig hosszabbították meg, de 1978-tól újra csak a Legényrózsa utcáig járt. 1979. október 28-án a járatot a kispesti Vörös Október utca és a köztemető főbejárata között indították el. Egy évvel később újra a 68A jelzést kapta, de útvonalán nem módosítottak. Kispesti végállomása 1987-ben került át Kőbánya-Kispest metróállomáshoz, a temető felé azonban továbbra is érintette a Kossuth teret. 2012-ben és 2013-ban a Határ úttól indult. A járat 2014-ben visszakerült Kőbánya-Kispestre és a 68B jelzést kapta. A temető melletti villamosok vágányzára miatt 2018-ban az Örs vezér teréig hosszabbított útvonalon közlekedett. 2022-ben nem indult.

## Útvonala
| Év        | Útvonal                                                                      | Jelzés          |
| --------- | ---------------------------------------------------------------------------- | --------------- |
| 1954      | Kispest, Kossuth tér – Új köztemető                                          | 51A             |
| 1955      | Kispest, Kossuth tér – Új köztemető                                          | 68A             |
| 1957–1961 | Kispest, Kossuth tér – Új köztemető, I. körönd                               | 68A             |
| 1962–1967 | Kispest, Kossuth tér – Új köztemető, I. körönd                               | 68B             |
| 1968–1973 | Kispest, Kossuth tér – Új köztemető, I. körönd – Városszéli sorompó          | 68B             |
| 1974–1978 | Kispest, Kossuth tér – Új köztemető, I. körönd – Legényrózsa utca            | 68B             |
| 1979      | Kispest, Vörös Október utca – Kispest, Kossuth tér – Új köztemető, főbejárat | 68B             |
| 1980–1986 | Kispest, Vörös Október utca – Kispest, Kossuth tér – Új köztemető, főbejárat | 68A             |
| 1987–2007 | Kőbánya-Kispest, MÁV-állomás – Új köztemető                                  | 68A             |
| 2008–2011 | Kőbánya-Kispest M – Új köztemető                                             | 68A             |
| 2012–2013 | Határ út M – Kőbánya-Kispest M – Új köztemető                                | 68A             |
| 2014–2017 | Kőbánya-Kispest M – Új köztemető                                             | 68B             |
| 2018      | Kőbánya-Kispest M – Új köztemető – Örs vezér tere M+H                        | 68B             |
| 2019–2021 | Kőbánya-Kispest M – Új köztemető                                             | 68B             |
| 2022      | nem közlekedett                                                              | nem közlekedett |

| Kőbánya-Kispest metróállomás felé |
| Új köztemető vá. – Kozma utca, körforgalom – Újhegyi út – Harmat utca – Sibrik Miklós út – felüljáró – Vak Bottyán utca – Déli bejáró út – Kőbánya-Kispest M vá.                                                              |
| Új köztemető felé |
| Kőbánya-Kispest M vá. – Déli bejáró út – Vak Bottyán utca – Szabó Ervin utca – Kossuth tér – Üllői út – Simonyi Zsigmond utca – Bartók Béla utca – felüljáró – Sibrik Miklós út – Harmat utca – Újhegyi út – Új köztemető vá. |

## Megállóhelyei
Az átszállás kapcsolatok között az azonos útvonalon közlekedő 68-as és 268-as busz nincs feltüntetve.
| 0  | Kőbánya-Kispest M végállomás             | 9 | 85, 93, 93A, 98, 132E, 136, 148, 151, 182, 184, 200E, 202E 575, 576, 578, 580 S21 S25 S36 G43 S50 Z50 IC, EC, sebesvonat, gyorsvonat P+R (KöKi Terminál) P+R (Kőbánya-Kispest) |
| 3  | Simonyi Zsigmond utca                    | ∫ | 93, 93A, 132E, 136, 148, 151 50 |
| 4  | Sós utca                                 | ∫ | 93, 93A, 148, 151 |
| 6  | Kőbánya-Kispest M                        | ∫ | 85, 93, 93A, 98, 132E, 136, 148, 151, 182, 184, 200E, 202E 575, 576, 578, 580 S21 S25 S36 G43 S50 Z50 IC, EC, sebesvonat, gyorsvonat P+R (KöKi Terminál) P+R (Kőbánya-Kispest) |
| 7  | Felüljáró (Gyömrői út) (↓) Felüljáró (↑) | 9 | 85, 98, 151, 217 |
| 9  | Gergely utca (Sibrik Miklós út)          | 7 | 85, 217 |
| ∫  | Gőzmozdony utca                          | 6 | 85 |
| 10 | Szövőszék utca                           | 5 | |
| ∫  | Sibrik Miklós út                         | 4 | 85, 185 |
| 12 | Újhegyi sétány                           | 3 | 85, 185 |
| 13 | Tavas utca                               | ∫ | 85 |
| 14 | Újhegyi út, Sportliget                   | 2 | 185 |
| 14 | Maglódi út                               | 1 | |
| 14 | Új köztemető végállomás                  | 0 | 95, 195, 202E 28, 28B, 37 |